# Fort Crown Point
Le fort Crown Point est un fort britannique qui fut construit après la destruction du fort Saint-Frédéric en 1759, à côté de celui-ci. Il fut érigé pour contrôler la région prise de la Nouvelle-France. Le site est administré par le Site historique de Crown Point.

## Historique
Le premier fort, Saint-Frédéric, fut construit là en 1730 avec des murs de douze pieds d'épaisseur. À deux reprises, les forces britanniques attaquèrent le fort lors de la guerre de Sept Ans, avant que les forces françaises et canadiennes détruisirent le fort durant l'été 1759.
Le fort Crown Point fut construit par l'armée britannique sous le commandement de Jeffery Amherst, après la capture de Fort Carillon, et la destruction du fort Saint-Frédéric. Amherst utilisa la construction du fort pour permettre à ses hommes de travailler durant l'hiver de 1759, en repoussant les troupes canadiennes et françaises plus au nord dans le Canada.  
Le fort ne fut jamais attaqué ou menacé. Après la guerre de Sept Ans, les Anglais gardèrent un petit nombre de soldats, qui se rendirent facilement au capitaine Seth Warner et ses 100 Green Mountain Boys, une milice américaine le 12 mai 1775 et la capture du fort Ticonderoga au début de la Révolution américaine. Ils s'emparèrent des 111 canons que les Britanniques avaient à leurs disposition. Le fort fut utilisé par le général Benedict Arnold durant la bataille navale sur le lac Champlain. Après la destruction de la marine en 1776 durant la bataille de l'île Valcour, le fort fut abandonné par les Britanniques en 1777. Délaissé pour de bon en 1780.

## Images

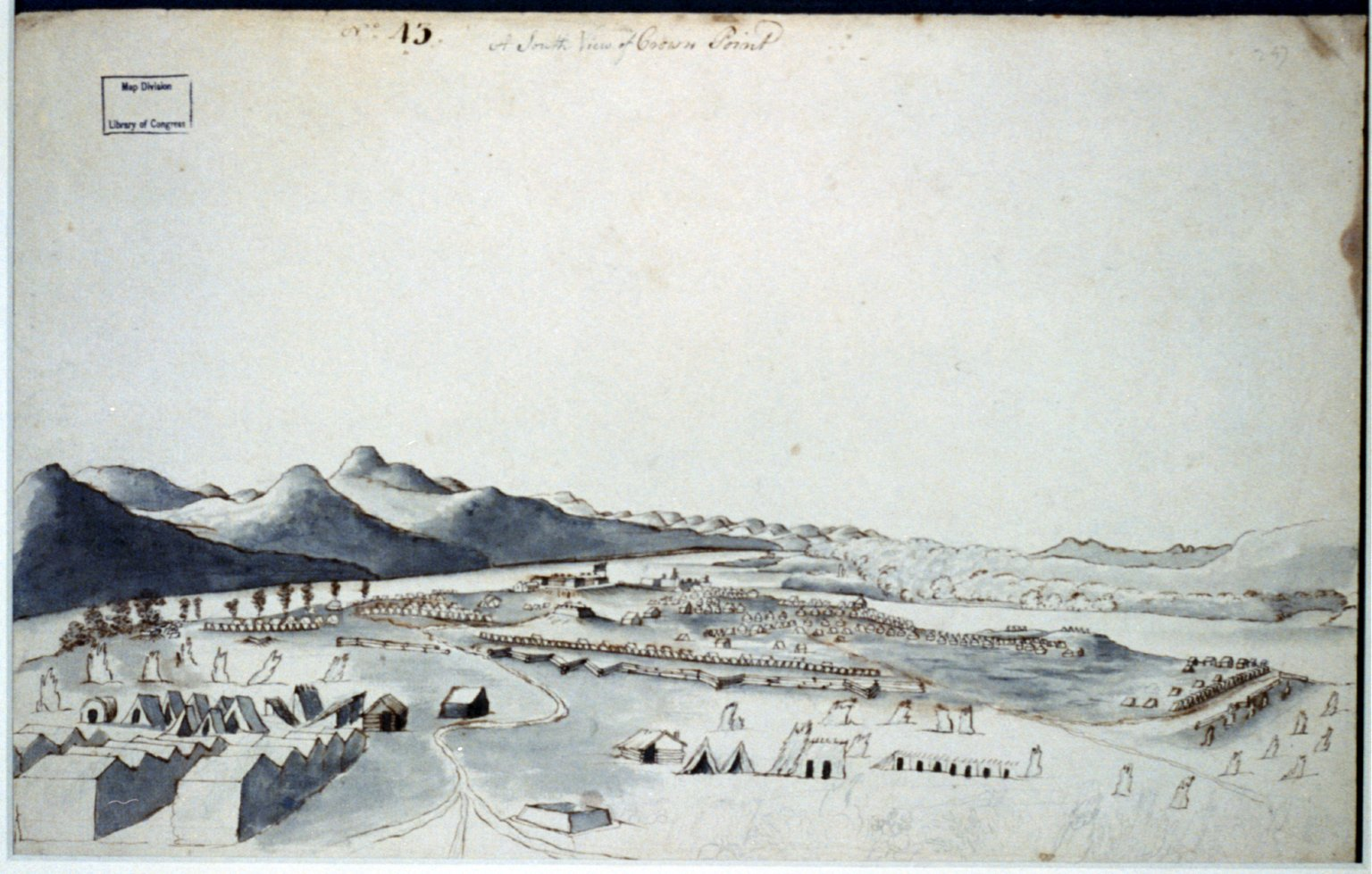
La vue sud du fort Crown Point 1760 par Thomas Davies.
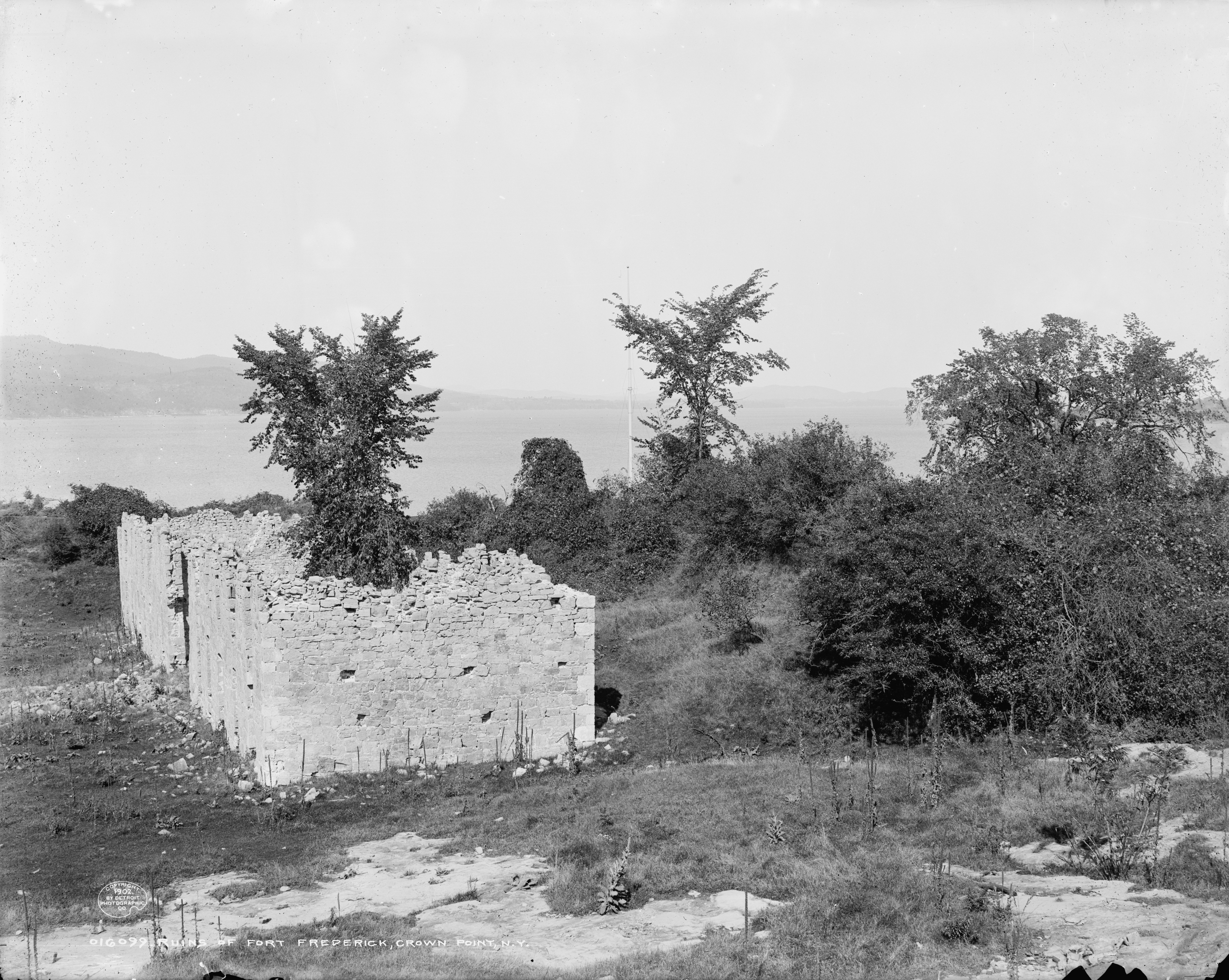
Les ruines du fort à Crown Point, Crown Point, N.Y. circa 1902.
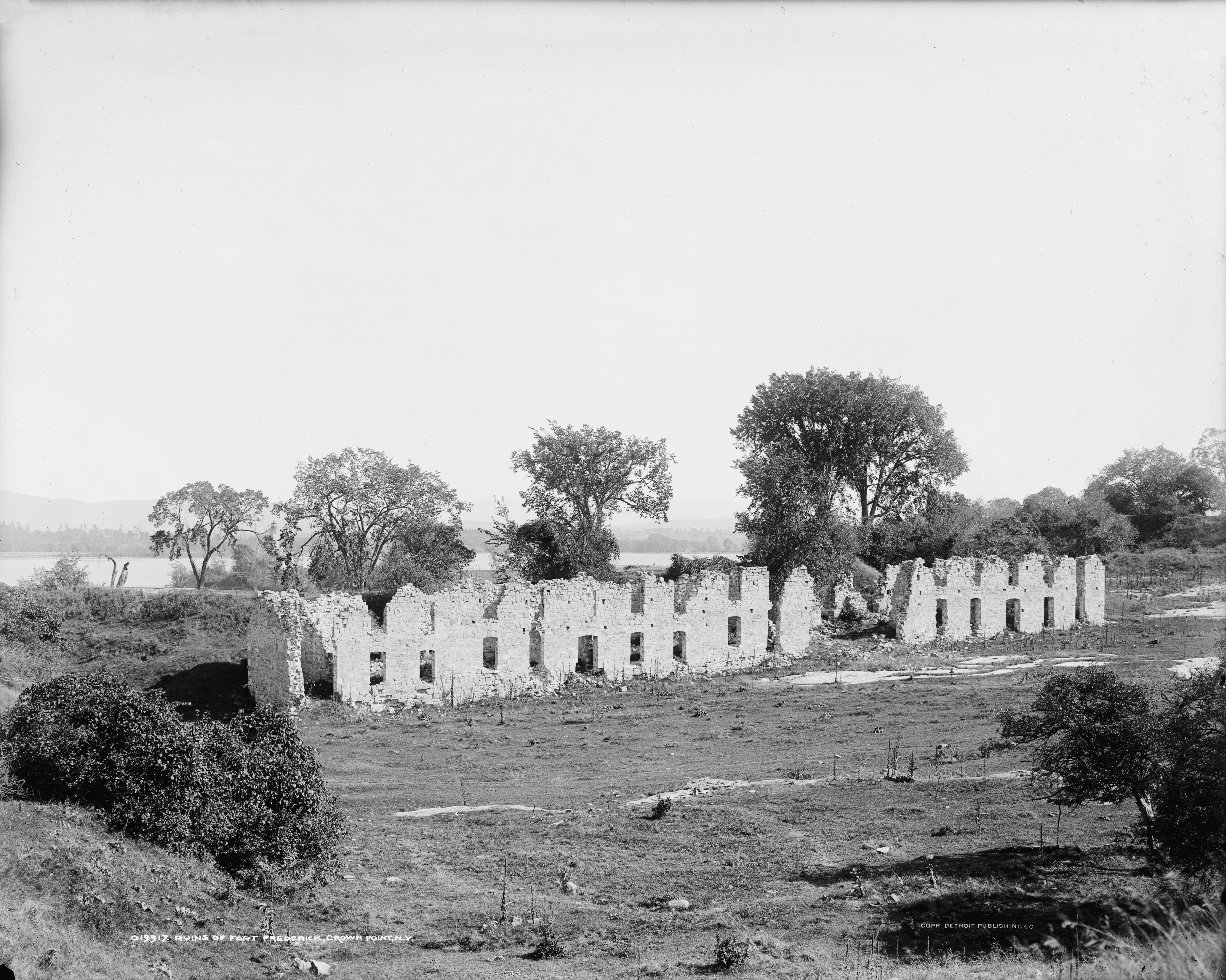
Les ruines du fort à Crown Point, Crown Point, N.Y. circa 1907.
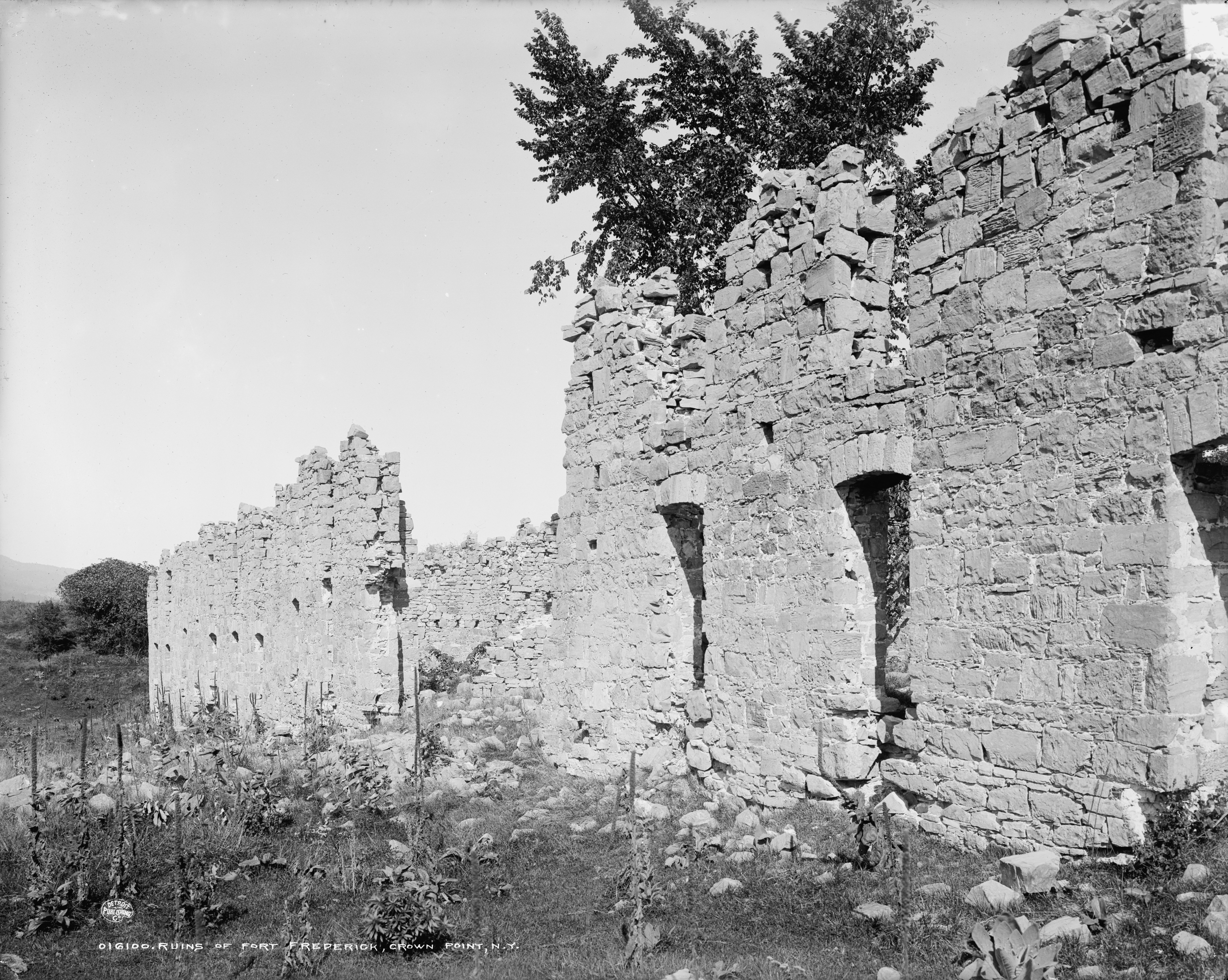
Les ruines du fort à Crown Point, Crown Point, N.Y. entre 1900 et 1906.
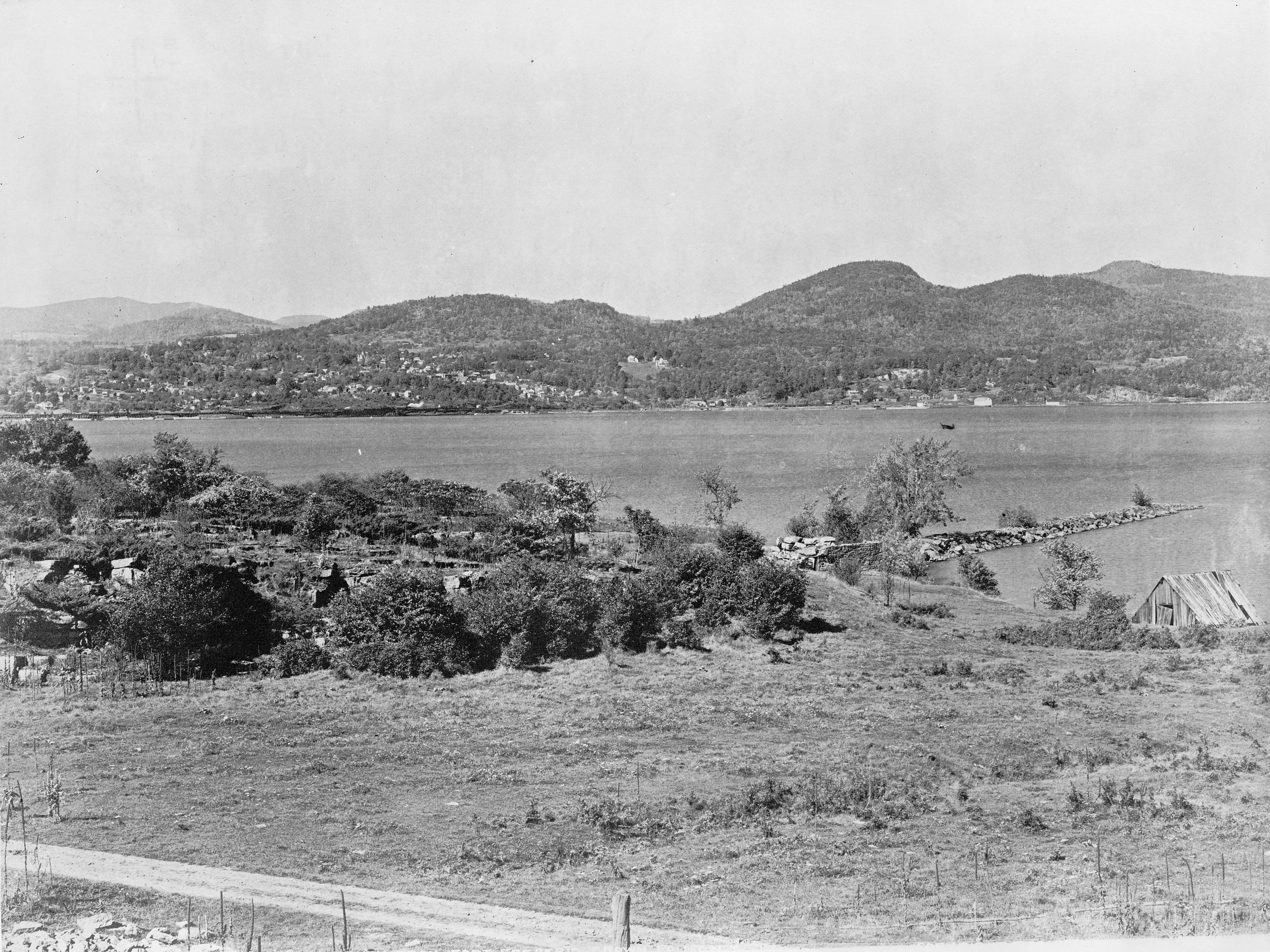
Port Henry de Crown Point, Crown Point, N.Y. La photo montre la vue de l'autre côté du lac Champlain avec les montagnes le 23 décembre 1902.
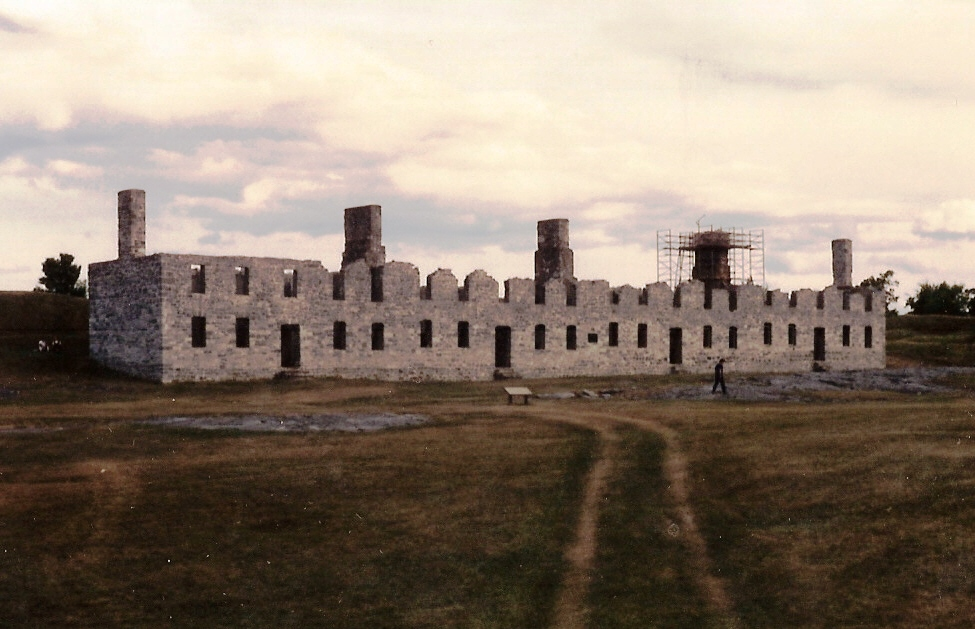
Les ruines du fort à Crown Point, Crown Point, N.Y. en 1990.
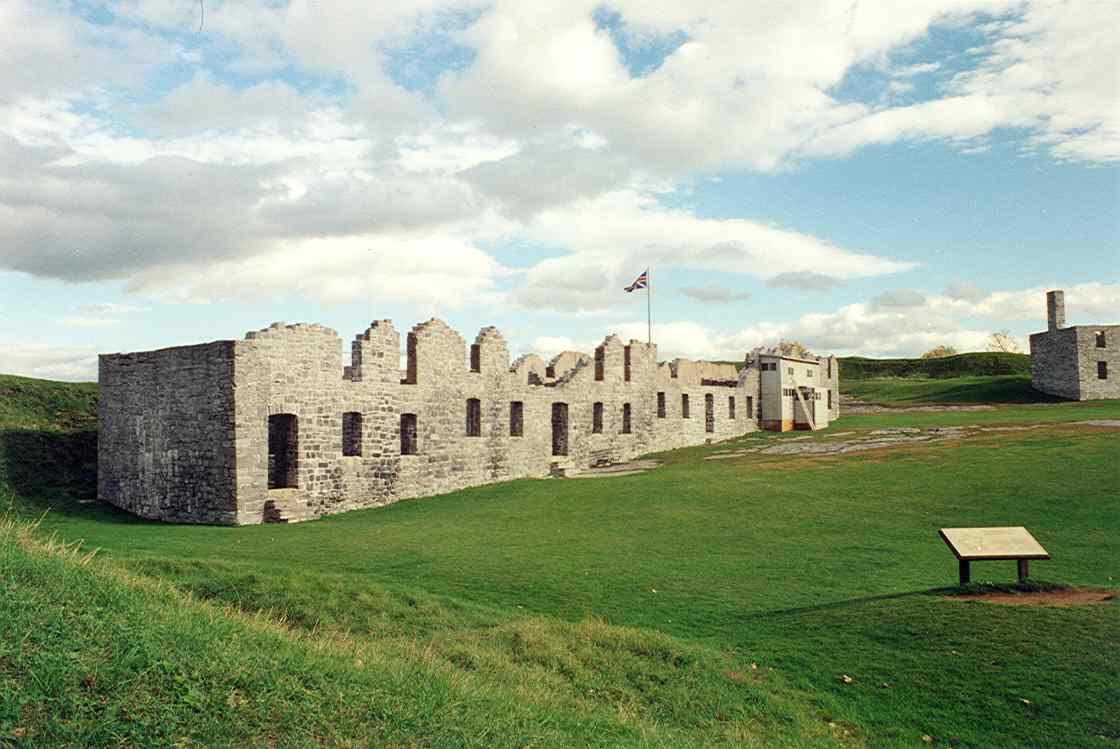
Le fort à Crown Point, N.Y. en 1995.
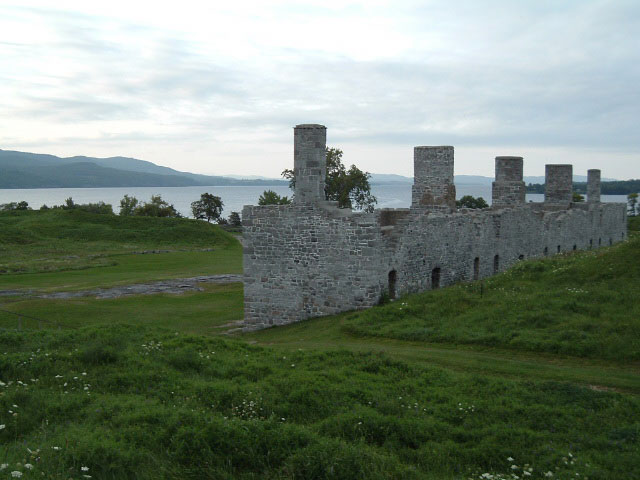
Les ruines du fort à Crown Point, Crown Point, N.Y. en 2004.
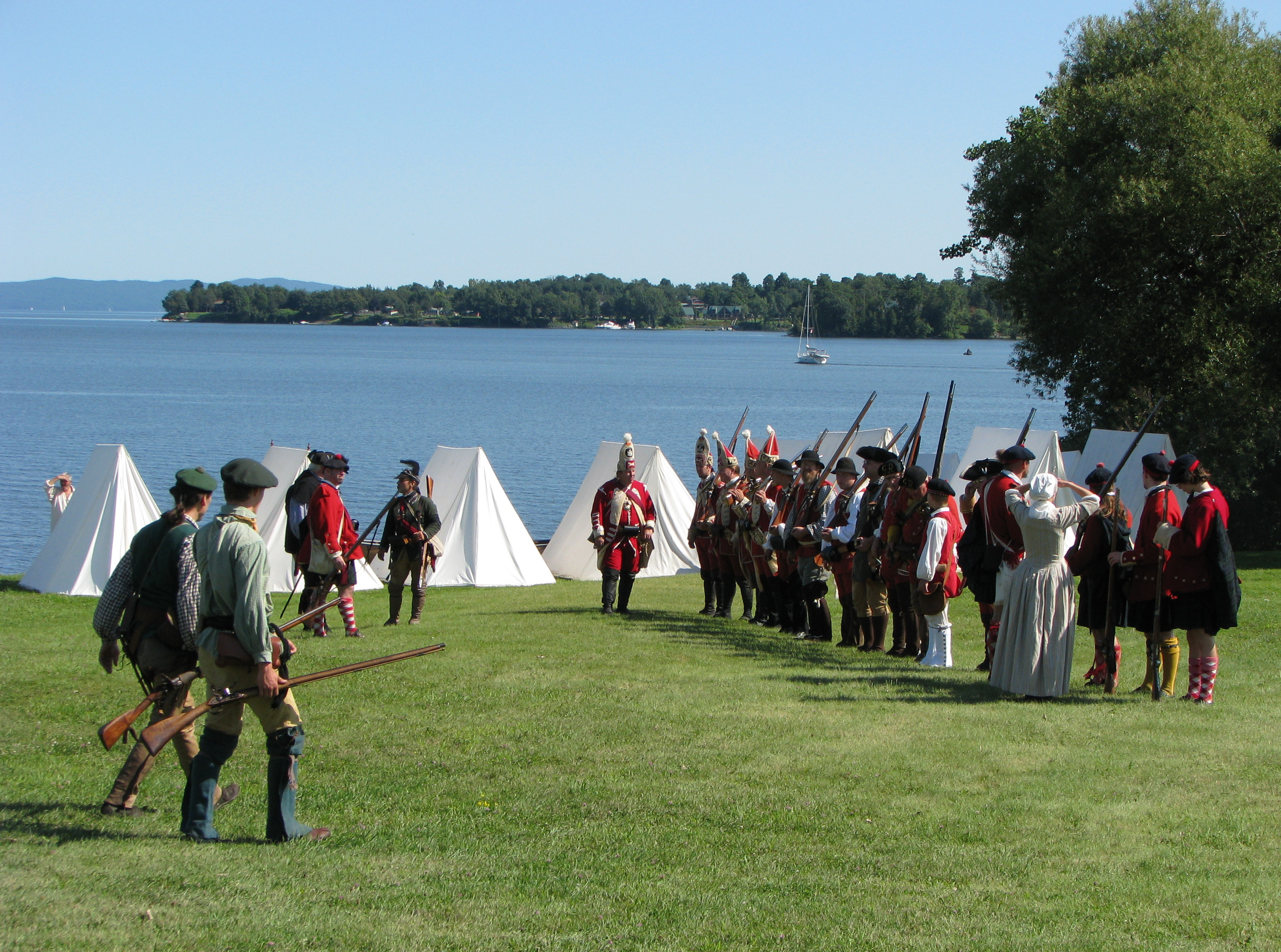
Une reconstitution historique au fort Crown Point, le 8 août 2009.
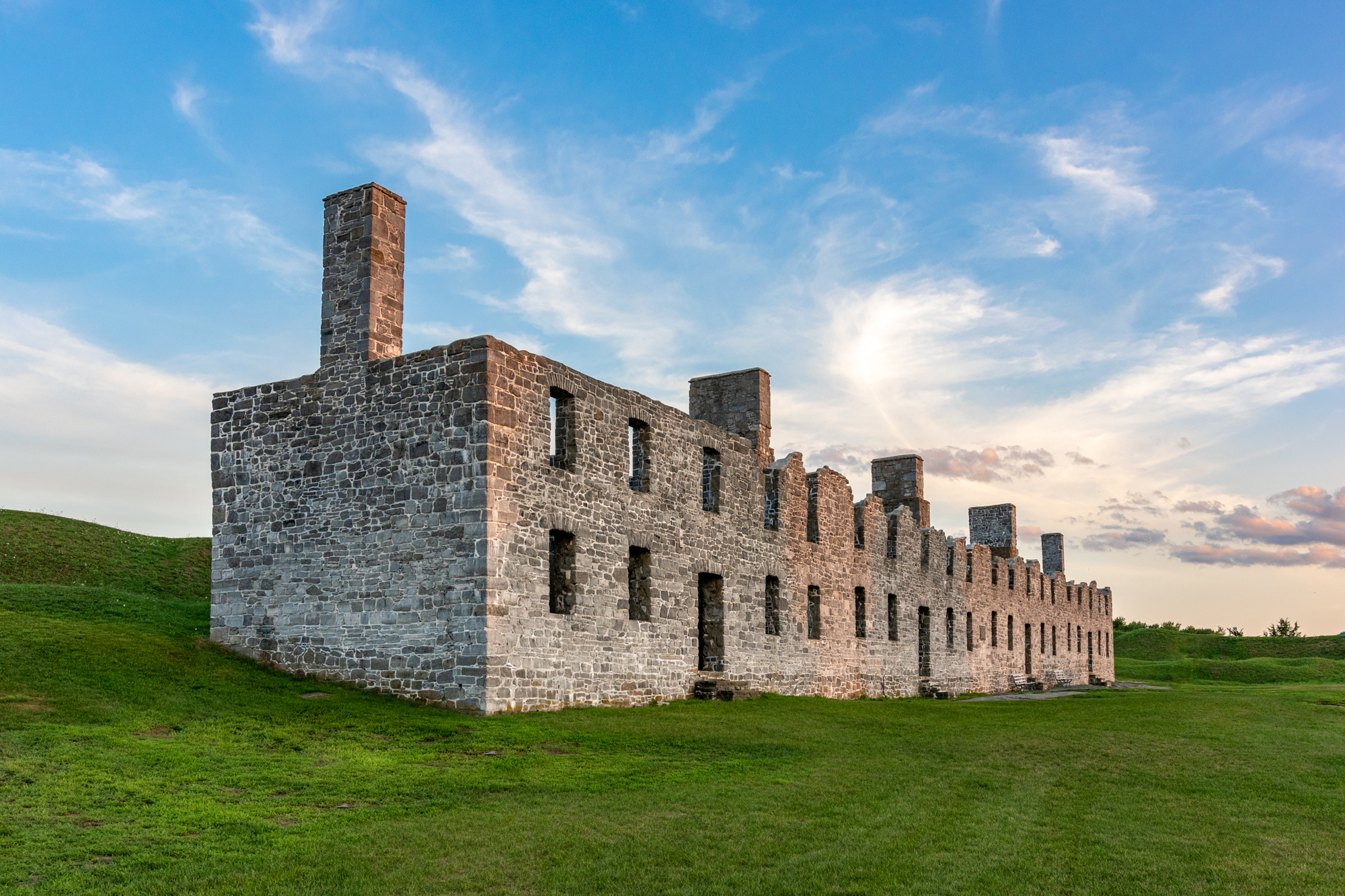
Fort Crown Point en général. Août 2020.